# サウンド・オブ・カラー 地下鉄の恋
『サウンド・オブ・カラー 地下鉄の恋』（原題: 地下鐵、英題: Sound of Colors）はジミー・リャオ（幾米）の絵本「地下鉄」を原案とした2003年の香港映画。日本では劇場未公開のまま2006年にDVDが発売された。
また、ジミーの同絵本に基づき制作された中国のテレビドラマ『地下鉄の恋』が存在している。

## 出演
| 役名                     | 俳優               | 日本語吹き替え | 備考 |
| ------------------------ | ------------------ | -------------- | ---- |
| 何旭明（ホウ・ヤッミン） | トニー・レオン     | 小杉十郎太     |      |
| 張海約（ホイヤ）         | ミリアム・ヨン     | 小林さやか     |      |
| 鐘程（ジョン・チャン）   | チャン・チェン     | 津田健次郎     |      |
| 董玲（レン）             | ドン・ジェ         | 千葉紗子       |      |
| 天使                     | ファン・ジーウェイ |                |      |
| ヤッミンの父             | ラム・シュー       |                |      |
| 阿星                     | エリック・コット   |                |      |
|                          | グイ・ルンメイ     |                |      |
| ロン                     |                    | 板倉光隆       |      |

## DVD
- 2006年9月21日に、ユニバーサル・ピクチャーズジャパンから日本版DVDが発売された。

　　※香港版DVDのジャケットに描かれていた幾米のイラストデザインが日本版では無くなっている。
- 2008年と2009年に廉価版としてDVDが再発売。

## 主題歌
- 地下鐵 （エルヴァ・シャオ）
- 星之碎片 （トニー・レオン、ミリアム・ヨン）